# Nico Zwinkels
Nicolaas Petrus (Nico) Zwinkels (Naaldwijk, 23 februari 1945 – aldaar, 1 juli 2025) was een Nederlandse televisiepresentator.

## Biografie
Zwinkels ging na een opleiding timmeren-metselen vanaf zijn vijftiende werken als timmerman en metselaar. Daarna werd hij respectievelijk uitvoerder, maatvoerder en opzichter. Tijdens zijn carrière in de bouw heeft hij zich via avondstudie gekwalificeerd tot loodgieter, aannemer en tot leraar timmeren/metselen/schilderen. Als leraar schreef hij ook lesmateriaal. Tevens had hij tien jaar een eigen aannemersbedrijf. Daarna werkte hij jarenlang in de baksteenindustrie als bouwtechnisch adviseur.

## Tv-carrière
In 1990 werd Zwinkels gevraagd of hij als bouwtechnisch adviseur wilde optreden bij het televisieprogramma Je Eigen Huis. Terwijl de plannen voor het programma werden gemaakt, werd Zwinkels ook gevraagd voor de presentatie van het programma. Het programma Je Eigen Huis werd na twee jaar samengevoegd met "Flora Magazine", een programma met Rob Verlinden. Het nieuwe televisieprogramma Eigen Huis & Tuin werd een groot succes, met wekelijks meer dan een miljoen kijkers. In 1999 schreef Zwinkels een boek over klussen, in 2000 kwam er een klus-cd-rom uit.
In 2004 kwam een einde aan Eigen Huis & Tuin toen Verlinden en Zwinkels een overstap naar SBS6 wilden maken, om daar het programma "Huis, Tuin en Keuken" samen met kok Angélique Schmeinck te presenteren. Zwinkels werd echter beschuldigd van seksuele intimidatie van diverse vrouwen, waaronder styliste Bea Willemstein. SBS6 besloot daarop de overstap te annuleren, omdat deze imagoschade tot gevolg kon hebben. Zwinkels ontkende alles en zei dat de beschuldiging een leugen was, en waarschijnlijk een wraakactie van Willem Herselman, directeur van tv-producent Tenfold. Volgens Zwinkels wilde Herselman hem zwart maken omdat Tenfold nog twee klusprogramma's maakte voor SBS6 en een concurrent wilde uitschakelen. Daarnaast zou Herselman wraak hebben willen nemen omdat Verlinden en Zwinkels in 1996 overstapten naar een andere televisieproducent. Ook Herselman ontkende alles. Vervolgens spanden Zwinkels, Schmeinck en Verlinden een rechtszaak aan tegen SBS6, die ze verloren.
Zwinkels spande daarop twee nieuwe rechtszaken aan, tegen RTL Nederland en tegen SBS, om zijn onschuld aan te tonen. Tijdens de zitting toonde de advocaat van SBS een document waarin stond dat speciaal voor Zwinkels een gedragscode was ontwikkeld toen hij nog werkte voor 'Eigen Huis & Tuin'. In die code stond onder meer dat hij vrouwen met rust moest laten, geen seksueel getinte moppen mocht tappen, geen "scheten" mocht laten, moest doorwerken als de camera's niet draaiden en op de set geen alcohol mocht drinken. Zwinkels verloor beide rechtszaken.

## Privé
Na de beschuldigingen verhuisde Zwinkels naar Spanje. Vijftien jaar later keerde hij terug naar Nederland. Zwinkels was getrouwd en kreeg een zoon en een dochter. Hij overleed op 1 juli 2025 op 80-jarige leeftijd.